# Bardo Thodol
Bardo Thodol (tibetansko pismo: བར་དོ་ཐོས་གྲོལ; transliteracija: bar do thos grol, "Oslobođenje slušanjem na posmrtnoj razini"), na Zapadu poznat i kao Tibetanska knjiga mrtvih, tekst je iz većeg korpusa učenja Duboka dharma samooslobođenja namjerom miroljubivih i gnjevnih Karme Lingpe (1326. – 1386.). Najpoznatije je literarno djelo škole Nyingma.
Namjera tibetanskog teksta jest opisati iskustva svijesti nakon smrti i voditi osobu kroz njih u bardou, stanju između smrti i sljedećeg ponovnog rođenja. Tekst također sadrži poglavlja o znakovima smrti i ritualima koje treba održati kad se smrt približava ili kad je do nje došlo.

## Etimologija
Bar do thos grol (tibetansko pismo: =བར་དོ་ཐོས་གྲོལ; transliteracija: bar do thos grol) prevodi se ovako:
- bar do: "posmrtno stanje", "prijelazno stanje", "međustanje", "liminalno stanje" (što je sinonim za sanskrtski oblik antarabhāva). Juan Valdez, autor knjige The Snow Cone Diaries: A Philosopher's Guide to the Information Age, napisao je: "U širem smislu izraz 'bardo' označava stanje postojanja između dva života na svijetu."[4] Dodao je: "Koncept je nastao ubrzo nakon Budine smrti. Određeni je broj ranijih budističkih grupa prihvatilo postojanje takvog međustanja, dok su ga ostale škole odbacile."[5]
- thos grol: "oslobođenje", što je sinonim za sanskrtsku riječ bodhi, "buđenje", "razumijevanje", "prosvjetljenje", ali i za izraz nirvana, "puhanje", "istrebljenje", "istrebljenje iluzije".[6]